# Roko Jurišić
 (mai 2023).
Roko Jurišić, né le 28 septembre 2001 à Zagreb en Croatie, est un footballeur croate qui évolue au poste d'arrière gauche au NK Osijek.

## Biographie

### En club
Né à Zagreb en Croatie, Roko Jurišić est formé par le Dinamo Zagreb mais il ne fait aucune apparition avec l'équipe première du club. Le 22 janvier 2021, il rejoint le HNK Rijeka. Il signe un contrat de trois ans plus une année supplémentaire en option. Il joue son premier match sous ses nouvelles couleurs dès le lendemain de sa signature, faisant par la même occasion sa première apparition en première division contre le NK Varaždin. Il entre en jeu à la place de Filip Braut et son équipe s'incline par deux buts à zéro.
Le 15 janvier 2022, Roko Jurišić est prêté jusqu'à la fin de la saison au Hrvatski Dragovoljac.
En janvier 2023, Roko Jurišić rejoint l'Autriche afin de s'engager en faveur du SV Ried. Le transfert est annoncé le 30 décembre 2022 et le joueur signe un contrat courant jusqu'en juin 2024, avec une année supplémentaire en option.
Le 12 juillet 2023, Roko Jurišić rejoint la Slovénie afin de s'engager en faveur du NŠ Mura. Il signe un contrat courant jusqu'en juin 2024, avec une année supplémentaire en option.

### En sélection
Roko Jurišić représente l'équipe de Croatie des moins de 17 ans. Il joue un seul match avec cette sélection, le 15 mars 2018 face à la Belgique. Il est titularisé et son équipe s'incline par deux buts à un.
Il joue un total de trois matchs avec l'équipe de Croatie des moins de 20 ans, tous en 2022.